# گروه موس بروز
گروه موس بروز (انگلیسی: Moss Bros Group) شرکت خرده‌فروشی پوشاک بریتانیایی است، که در سال ۱۸۵۱ تأسیس شد.